# LAX (テレビドラマ)
LAX（エルエーエックス）は、2004年に放送されたアメリカ合衆国のテレビドラマシリーズ。ロサンゼルス国際空港を舞台にしているが、撮影はオンタリオ国際空港で行われている。日本ではAXNで放送された。

## キャスト
- ハーリー・ランダム：ヘザー・ロックリア：渡辺美佐
- ロジャー・デスーザ：ブレア・アンダーウッド：東地宏樹
- トニー・マグリア：ポール・ライデン：浜田賢二
- ヘンリー・エンゲルス：フランク・ジョン・ヒューズ：高木渉
- ベティ：ウェンディ・フープス：根本圭子
- ニック：デヴィッド・パートコー：川島得愛

## エピソード
1. テイク・オフ Pilot
2. 棺の中の乗客 Finnegan Again, Begin Again
3. 二人の一番長い日 The Longest Day
4. 遥かなる祖国 Abduction
5. 雑踏の孤独 Credible Threat
6. 予期せぬ訪問者 Unscheduled Arrivals
7. 制御不能 Out of Control
8. 消えた証人 Pictures to Prove It
9. それぞれの感謝祭 Thanksgiving
10. クリスマスの記憶 Secret Santa
11. 決断の時 Cease & Assist
12. 混線 Mixed Signals
13. 新たなる旅立ち Senator's Daughter